# Huaino

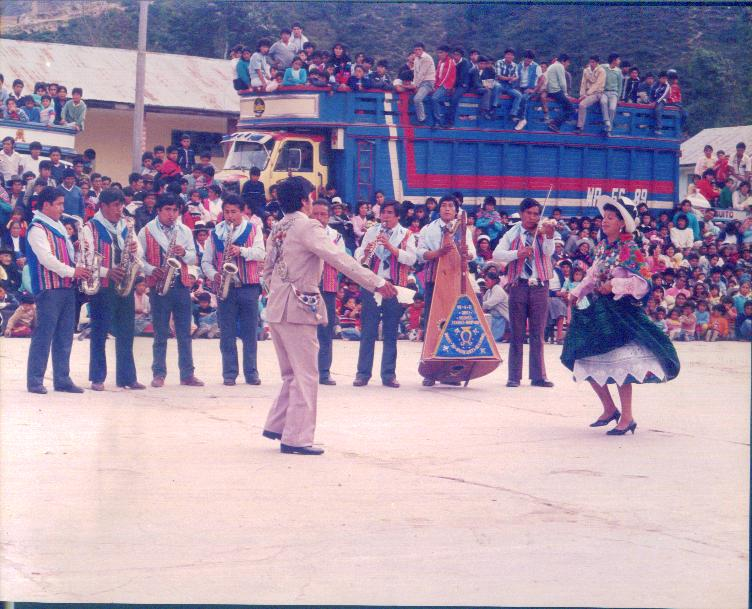
Danzantes de huaino en Perú.

El huaino (en quechua de Huailas, del Huallaga, ayacuchano y cuzqueño: waynu) o huaiño, también escrito guaino o guaiño; (en quechua sureño: wayñu), es un género musical tradicional de la región central andina. Se encuentra, además, las variantes arcaicas huayno y huayño.
Su interpretación y su baile son especialmente comunes en el Perú, el occidente de Bolivia, el norte de Argentina y el norte grande de Chile. Es practicado por diversos grupos étnicos que formaban parte del Imperio incaico, especialmente el pueblo quechua, con variantes propias de cada región.
El huayno tiene sus orígenes en la época incaica,combinando elementos de la música folclórica rural andina. Durante el período virreinal, incorporó instrumentos europeos como el arpa, violín, acordeón, guitarra y saxofón, lo que contribuyó a su evolución artística. En el Perú republicano, se consolidó como la música y danza emblemática de la sierra peruana.Con la intensa migración hacia la costa peruana a mediados del siglo XX,el huayno también se popularizó como género bailable en el ámbito urbano.

## Historia
Existen divergencias en torno a la época y región de origen por algunos autores es considerado precolombino, ubicado en la sierra central de la cordillera Huayhuash entre los departamentos de Ancash y Lima, logró la predominancia gracias a la expansión Inca por norte y sur del Tahuantinsuyo, motivo por el que existen diferentes estilos y variedades de huayno a lo largo de la cordillera de los Andes y se ha desarrollado después de la conquista española, según otros estudios, el huayno sería virreinal, producto del mestizaje y sincretismo cultural peruano, para llegar a ser en el siglo XX el medio de expresión musical principal del hombre andino.
En el siglo XX, el huaino Valicha de Miguel Ángel Hurtado Delgado de Acopía (Cusco) se convirtió en uno de los líderes más famosos del huaino en el Perú. José María Arguedas amplió la producción de huainos y trabajó con sus músicos favoritos, entre ellos el charanguista Jaime Guardia y el cantante Máximo Damián Huamaní de la región de Ayacucho, quienes interpretan el huaino al estilo tradicional ayacuchano. Sin embargo, lentamente, el género se expandió a la industria de la música comercial tanto en el Perú como en el exterior. En la década de 1950 estaban especialmente Pastorcita Huaracina y Jilguero del Huascarán de Ancash, así como Picaflor de los Andes y Flor Pucarina de la región de Junín. Igualmente, al dúo Hermanos García Zárate (Felipe Nery García Zárate y Raúl García Zárate) y el Trío Ayacucho (Carlos Falconí Aramburú, Ernesto Camassi Pizarro, Amílcar Gamarra Altamirano) de la región de Ayacucho, donde tradicionalmente se toca el huaino con arpa y violín, mientras que Manuelcha Prado interpreta huainos en guitarra. Junto a este último reprodujo también Ranulfo Fuentes Rojas, autor de renombrados huainos. En la década de 1980, el género musical recuperó popularidad e interesó a la industria discográfica y la radio. El huaino sufre algunas modificaciones instrumentales, como la inclusión de timbales. En la década de 1990, sus principales exponentes fueron cantantes como Dina Páucar, Sonia Morales, Abencia Meza, Alicia Delgado y la arpista Laurita Pacheco, entre otras. El huayno continúa atrayendo la atención de los medios hoy en día.

## Etimología
El término huaino, huaiño o inclusive guaino; es una palabra de origen quechua, dependiendo de la región, puede escribirse waynu (Cuzco y Ayacucho), o wayñu, (en Puno y Bolivia). Varias hipótesis comparten los investigadores sobre su origen y su familia léxica: podría provenir de la palabra quechua wañuy, que significa "morir", "muerte", en conexión con la melodía triste que la caracteriza por estar emparejada con el yaraví (harawi) de la palabra quechua poema triste, música sentimental en el Imperio Inca. Según el Vocabulario de la Lengua Aymara, de don Ludovico Bertonio, la palabra wuayñu significa: danza, baile.
Al referirse al lingüista quechua Diego González Holguín, sostiene que éste al escribir la expresión huayñuccuc maciy traduce como el “compañero en el baile”, mientras que a huayñunaccuni o huayñuni como “bailar de dos de las manos” y huayñuccuni como “sacar a bailar él a ella o viceversa, cruzadas las manos” (esto justificaría la existencia del vocablo wayno, huayno o waynu tomando principalmente las dos primeras sílabas que son la base del vocablo).

## Danza

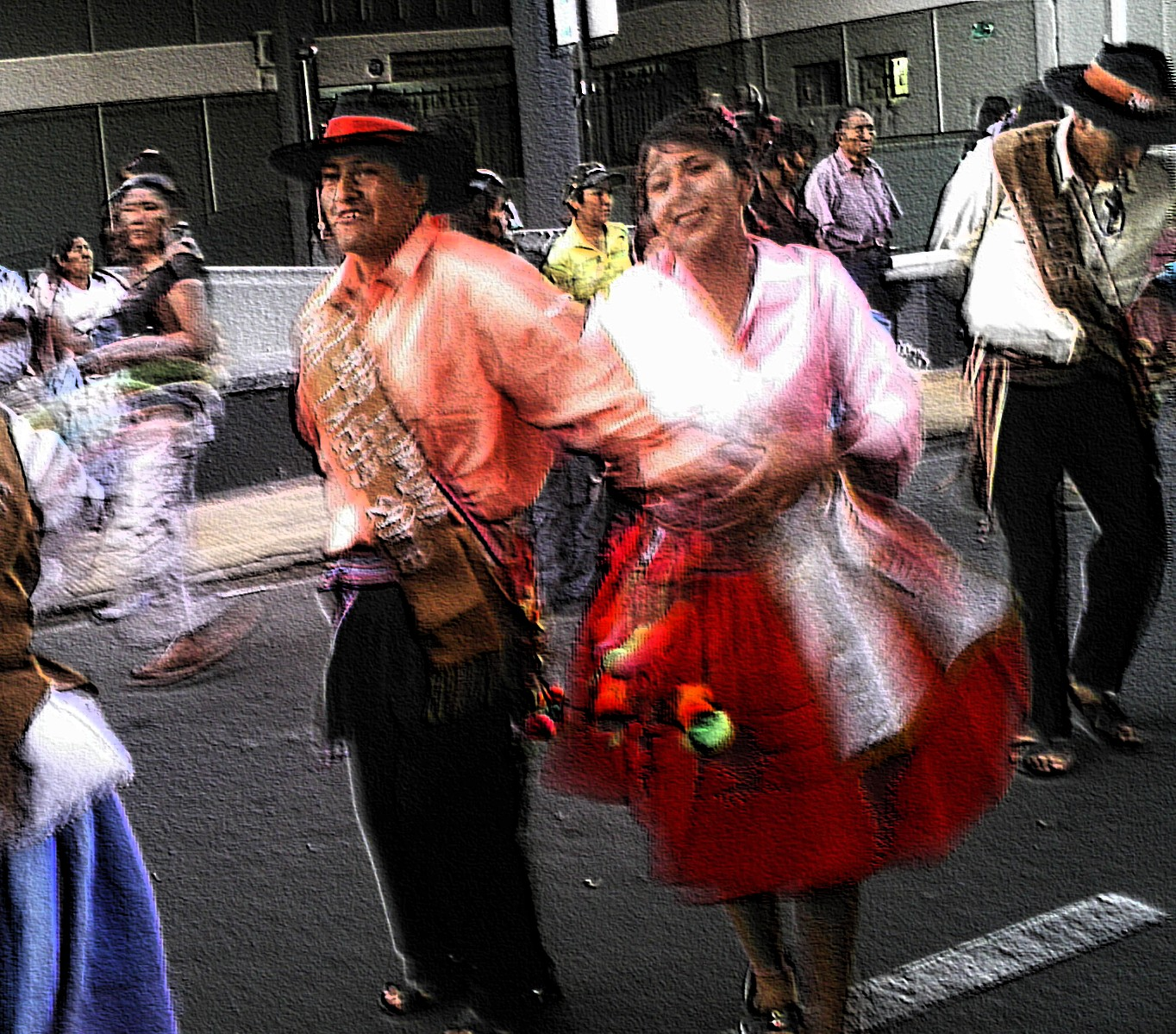
Un ejemplo de huayno

Su mensaje usualmente es el enamoramiento y el sutil cortejo del hombre hacia la mujer, como también el desengaño o el sufrimiento por la pérdida de la amada. El baile empieza con el hombre ofreciendo su brazo derecho a la mujer como una invitación para que ella baile (incluso hay una palabra especial para esta acción, quechua: wayñukuy "invitar a la mujer a bailar un wayñu"). Alternativamente, pone su pañuelo sobre el hombro de la mujer. A continuación, luego se efectúa el paseo de las parejas por el recinto y finalmente bailan. El baile consiste en un zapateo ágil y vigoroso durante el cual el hombre sigue a la mujer, frente a frente, tocándola con los hombros al girar, y sólo ocasionalmente toca con su brazo derecho la mano izquierda de su pareja mientras ambos se balancean al ritmo de la música. Sus movimientos son alegres y pícaros. Al final, en la llamada fuga, los no bailantes aclaman a una de las parejas como la ganadora..

## Música
El huaino se toca en tiempo binario de dos por cuatro y se caracteriza en forma tradicional por la alternancia de una negra con dos corcheas. Las melodías son tradicionalmente pentatónicas, pero las diatónicas (mayor y menor) están presentes en las zonas de mayor influencia española. Las armonías consisten en una alternancia de mayor y menor. La voz cantada puede ir acompañada de diferentes instrumentos como quena, zampoña, arpa, violín, guitarra, charango, mandolina, laúd, acordeón o saxofón. Se canta en coplas, tradicionalmente en quechua o aimara, en zonas de mayor influencia hispánica en español o muy a menudo en ambos idiomas. Los pares de versos se repiten, a menudo con ligeras variaciones en el texto.

## Variantes
El huaino adopta diversas variedades, según las tendencias tradicionales de cada localidad o región; por su tono alegre, suele acompañarse con baile de pareja mixta independiente; a veces en ronda con una pareja al centro y generalmente, de regocijo, pero se presta para el cortejo amorosos. Los estilos más conocidos de la actualidad son:[cita requerida]
| País    | Región    | Variante                                                                  |
| ------- | --------- | ------------------------------------------------------------------------- |
| Perú    | Ayacucho  | - Huayno Ayacuchano - Huayno Guitarra                                     |
| Perú    | Áncash    | - Huayno Bolo - Chimayche                                                 |
| Perú    | Arequipa  | - Huayno Arequipeño - Pampeña arequipeña                                  |
| Perú    | Cajamarca | - Huayno Cajamarquino - Copla Cajamarquino                                |
| Perú    | Cusco     | - Huayno Cuzqueño "Valicha" - Huayno Requinto - Huaylia                   |
| Perú    | Junín     | - Huayno central (huancaíno/jaujino) - Muliza                             |
| Perú    | Lima      | - Huayno Arpa - Huayno Huarochirano                                       |
| Perú    | Puno      | - Huayno Teclado "Sureño" - Huayno Pandillero - Huayno Aymara "Pasacalle" |
| Bolivia | Oruro     | Huayño salineño                                                           |